# Dripping Springs (comté de Delaware, Oklahoma)
Dripping Springs est une census-designated place du comté de Delaware, dans l'État d'Oklahoma, aux États-Unis,. En 2020, elle compte une population de 54 habitants.